# Топлинен капацитет
Топлинен капацитет (или топлоемкост) е характеристика на физичното свойство на материята да обменя топлина, което представлява количеството топлина, която трябва да се подаде към дадена маса вещество, за да се получи единица промяна в неговата температура. Единицата за топлинен капацитет по SI е джаул на келвин (J/K).
Топлинният капацитет притежава екстензивно (адитивно) свойство. Съответстващата му интензивна характеристика е специфичният топлинен капацитет. Разделянето на топлинния капацитет по количеството вещество в молове дава неговия моларен топлинен капацитет. Обемният топлинен капацитет измерва топлинния капацитет за даден обем.
В архитектурата и строителното инженерство, топлинния капацитет често се нарича термална маса.

## Определение
Топлинният капацитет на тяло е границата:
{\displaystyle C=\lim _{\Delta T\to 0}{\frac {\Delta Q}{\Delta T}},}
където {\displaystyle \Delta Q} е количеството топлина, което трябва да се прибави към тялото (с маса M), за да се повиши температурата му с {\displaystyle \Delta T}.
Стойността на този параметър обикновено варира значително в зависимост от началната температура {\displaystyle T} на тялото и налягането {\displaystyle P} върху него. Следователно, трябва да се счита за функция {\displaystyle C(P,T)} на тези две променливи. Все пак, това изменение може да бъде пренебрегнато при работа с тела в тесен диапазон от температура и налягане. Например, топлинният капацитет на блокче желязо, тежащо фунт, е около 204 J/K, когато се измери при начална температура T=25 °C и начално налягане P=1 atm. Тази приблизителна стойност е достатъчно адекватна за всички температури между, примерно, 15 °C и 35 °C и налягане между 0 и 10 atm, тъй като точната стойност варира много малко в този диапазон. Може да се приеме, че добавянето на топлина от 204 J би повишило температурата на блокчето от 15 °C до 16 °C или от 34 °C до 35 °C с пренебрежима грешка.

### Хомогенни системи
При постоянно налягане (изобарен процес), добавянето на топлина към системата би допринесло към работата и изменението във вътрешната енергия, според първия закон на термодинамиката. Тогава топлинният капацитет се обозначава с {\displaystyle C_{P}}. При постоянен обем (изохорен процес), внасяната топлина допринася само към изменението на вътрешната енергия (не се извършва работа). Тогава топлинният капацитет се обозначава с {\displaystyle C_{V}}. Стойността на {\displaystyle C_{V}} винаги е по-малка от тази на {\displaystyle C_{P}}.
За идеален газ може да се изведе израза:
{\displaystyle C_{P}-C_{V}=nR}
{\displaystyle \gamma =C_{P}/C_{V}}
където {\displaystyle n} е броят молове на газа, {\displaystyle R} е универсалната газова константа, а {\displaystyle \gamma } е адиабатният показател (може да се изчисли от степените на свобода на газовата молекула).
Използвайки горните две зависимости, могат да се изведат специфичните топлини:
{\displaystyle C_{V}={\frac {nR}{\gamma -1}}}
{\displaystyle C_{P}=\gamma {\frac {nR}{\gamma -1}}}
При постоянна температура (изотермен процес), не се наблюдава промяна във вътрешната енергия, но се извършва работа. От това следва, че е нужно безкрайно голямо количество топлина, за да се повиши температурата на системата, което води до безкраен или неопределен топлинен капацитет на системата.
Топлинният капацитет за система, подложена на фазов преход, е безкраен, тъй като топлината се използва за промяна на състоянието на материала, а не за повишаване на общата температура.

### Хетерогенни тела
Топлинният капацитет може да е ясно определен дори за хетерогенни тела, чиито различни части са съставени от различни вещества, като например електрически двигател, тигел или дори цяла сграда. В много случаи, изобарният топлинен капацитет на такива тела може да се изчисли чрез добавяне на изобарните топлинни капацитети на отделните части.
Обаче, това изчисление важи само в случай, че всички части на обекта са подложени на едно и също външно налягане преди и след измерване. В някои случаи, това е невъзможно. Например, при нагряването на газ в еластичен съд, неговите обем и налягане нарастват, дори и външното атмосферно налягане да е константно. Поради това, ефективният топлинен капацитет на газа в тази ситуация ще има средна стойност между изобарния си и изохорния си капацитет ({\displaystyle C_{\mathrm {P} }} и {\displaystyle C_{\mathrm {V} }} съответно).